# ブラザー イン アームズ 2 グローバル フロント
ブラザーインアームズ2グローバルフロント(Brothers in Arms 2: Global Front)は、Gearbox Softwareが開発し、ゲームロフトが配信しているiOS/Android用のファーストパーソン・シューティングゲーム(FPS)である。ブラザー イン アームズシリーズの1つであり、ブラザー イン アームズ アワー オブ ヒーローズの続編に当たる。2011年11月22日、グラフィックやシステムを一新した上で無料ゲームとしてタイトルをブラザーインアームズ2：Global Front Free+(Brothers in Arms 2: Global Front Free+)と改めてリリースされた。ただし銃や弾丸などの有料アイテムの配信は続けられている。

## あらすじ
ゲームはデビット・ウィルソン伍長がジャングルにパラシュートで降下したところから始まる。ソロモン諸島における無線陣地に対する攻撃に参加した折、彼は日本兵に銃剣で刺されてしまう。その後、ウィルソンは野戦病院にて弟エリックの死と、エリックへの名誉勲章授与の取り消しを知らせる手紙を受け取る。ウィルソンはこの死が何らかの陰謀に関係していると考え、弟の死の真相を探るべく北アフリカ、シチリア、ヨーロッパ、そして太平洋を転戦するのだった。

## ゲームプレイ
操作感はモダンコンバット：サンドストームに近い。ゲームは一部のカットシーン以外はほとんど一人称視点で進められる。かつては障害物に隠れたり走ったりする際に三人称視点に変化していたが、これらは2011年の再リリースの際に削除された。
ゲーム画面では残りの体力はゲージで表示され、立つ、しゃがむ、ADS(サイトを覗く)などのアクションができる。また任務中であってもショップ画面に移動し必要な物品を購入することが可能で、ショップでは武器、弾薬、防具、医療キットを購入できる。またそれらがセットとして売られているものもある。

## 登場する武器
・ガーランド
その名の通りm1ガーランドをモデルとした銃。初期装備でありセミオートのライフルである。
・トンプソン機関銃
ショップで250ドッグタグで購入可能。トンプソン・サブマシンガンをモデルとしている。
・M1918
ショップで500ドッグタグで購入可能。ブローニングM1918自動小銃をモデルとしている。
・ブローニングM1919
ショップで300個の勲章で購入可能。ブローニングM1919重機関銃をモデルとしている。